# Éva Simonin
 (juillet 2024).
Eva Simonin est une romancière, nouvelliste et auteure de science-fiction française.

## Biographie
Ingénieure informaticienne de formation, elle travaille sur les réseaux télécom à Grenoble.

## Œuvre

### Romans
- Les Tisseurs de temps, Editions Atria, 2014  (ISBN 978-2-918078-57-9).
- Enfant du Chaos, Les Moutons électriques, collection Naos, 2017  (ISBN 978-2-36183-315-2).

### Nouvelles
- "Ils seront du voyage" dans l’anthologie De la corne du Kirin aux ailes du Fenghuang, éditions Voy'[el], 2015  (ISBN 978-2-364752-85-6).
- "Rivages" dans l’anthologie Antiqu’idées, ImaJn’ère, 2016.
- "Gloire à voler" dans l'anthologie Aventurièr.e.s Intérimaire.s 2 aux éditions Aventuriers Interactifs, 2020  (ISBN 9782956574859).

### Fiction interactive
En 2016, Eva Simonin remporte la première place du concours de fictions interactives francophones avec A la basse et au chant.

### Transmédia
Eva Simonin participe également au collectif "Aventuriers intérimaires", regroupant une douzaine d'auteurs dont Anthony Boulanger, Luce Basseterre, Jean Vigne, Laurent Pendarias et Lucile Dumont qui développe depuis 2013 un projet transmédia comportant des romans et des jeux vidéo. Dans ce cadre elle co-scénarise le jeu vidéo "Aventurière intérimaire" et écrit une nouvelle pour l'univers étendu : "Gloire à voler".